# Бельгийско-французские отношения
Бельгийско-французские отношения — двусторонние дипломатические отношения между Бельгией и Францией. Протяжённость государственной границы между странами составляет 556 км.

## История
В 1830 году Франция поддержала в военном и политическом плане Бельгийскую революцию, что привело к де-факто независимости Бельгии. Обе страны также были союзниками в двух мировых войнах и поддерживали военное сотрудничество во время Холодной войны.

## Экономические отношения
В 1934 году страны подписали Соглашение об экономическом сотрудничестве. По состоянию на 2012 год, около 1900 французских компаний присутствуют в Бельгии и 3650 бельгийских компаний расположены во Франции, в общей сложности в них работает 203 591 работников.